# NGC 2029
NGC 2029 је емисиона маглина у сазвежђу Златна риба која се налази на NGC листи објеката дубоког неба.
Деклинација објекта је - 67° 2' 0" а ректасцензија 5h 35m 38,0s. Привидна величина (магнитуда) објекта NGC 2029 износи 12,9. NGC 2029 је још познат и под ознакама ESO 56-EN156.